# Challenger de León 2013
El torneo Torneo Internacional AGT 2013 es un torneo profesional de tenis. Pertenece al ATP Challenger Series 2013. Se disputará su 11.ª edición sobre superficie dura, en León, México entre el 1 y el 7 de abril de 2013.

## Jugadores participantes del cuadro de individuales

### Cabezas de serie
| País                      | Jugador                 | Rank1 | Favorito |
| Bandera de China Taipéi   | Lu Yen-hsun             | 73    | 1        |
| Bandera de Estados Unidos | Rajeev Ram              | 104   | 2        |
| Bandera de Francia        | Adrian Mannarino        | 120   | 3        |
| Bandera de México         | Jorge Bustos            | 127   | 4        |
| Bandera de Australia      | John Millman            | 130   | 5        |
| Bandera de España         | Daniel Muñoz de la Nava | 132   | 6        |
| Bandera de Croacia        | Antonio Veić            | 135   | 7        |
| Bandera de Rusia          | Alex Bogomolov, Jr.     | 137   | 8        |
| ------------------------- | ----------------------- | ----- | -------- |

- 1 Se ha tomado en cuenta el ranking del 18 de marzo de 2013.

### Otros participantes
Los siguientes jugadores recibieron una invitación (wild card), por lo tanto ingresan directamente al cuadro principal:
- Mauricio Astorga
- Alex Bogomolov, Jr.
- Erik Crepaldi
- Nicolás Massú

El siguiente jugador ingresa al cuadro principal como una exención especial:
- Alessio di Mauro

Los siguientes jugadores ingresan al cuadro principal tras disputar el cuadro clasificatorio:
- Antoine Benneteau
- Thomas Fabbiano
- Franko Škugor
- Denis Zivkovic
- John-Patrick Smith (perdedor afortunado)

## Jugadores participantes en el cuadro de dobles

### Cabezas de serie
| País                      | Jugador            | País                 | Jugador            | Rank1 | Favorito |
| Bandera de Estados Unidos | Nicholas Monroe    | Bandera de Alemania  | Simon Stadler      | 141   | 1        |
| Bandera del Reino Unido   | Jamie Murray       | Bandera de Australia | John Peers         | 156   | 2        |
| Bandera de Tailandia      | Sanchai Ratiwatana | Bandera de Tailandia | Sonchat Ratiwatana | 158   | 3        |
| Bandera de la India       | Purav Raja         | Bandera de la India  | Divij Sharan       | 246   | 4        |
| ------------------------- | ------------------ | -------------------- | ------------------ | ----- | -------- |

- 1 Se ha tomado en cuenta el ranking del 18 de marzo de 2013.

### Otros participantes
Los siguientes jugadores recibieron una invitación (wild card), por lo tanto ingresan directamente al cuadro principal:
- Mauricio Astorga /  Manuel Sánchez
- Juan Manuel Elizondo /  Nicolás Massú
- Alfredo Moreno /  Alejandro Moreno Figueroa

## Campeones

### Individual Masculino
- Donald Young derrotó en la final a   Jimmy Wang, 6–2, 6–2

### Dobles Masculino
- Chris Guccione /  Matt Reid derrotaron en la final a  Purav Raja /  Divij Sharan, 6–3, 7–5